# Епархия Нонгстойна
Епархия Нонгстойна (лат. Dioecesis Nongstoinensis) — епархия Римско-Католической церкви c центром в городе Нонгстойн, Индия. Епархия Нонгстойна входит в митрополию Шиллонга. Кафедральным собором епархии Нонгстойна является церковь святого Петра.

## История
28 января 2006 года Римский папа Иоанн Павел II издал буллу Cum ad aeternam, которой учредил епархию Нонгстойна, выделив её из архиепархии Шиллонга.

## Ординарии епархии
- епископ Victor Lyngdoh (28.01.2006 — по настоящее время).

## Источник
- Annuario Pontificio, Libreria Editrice Vaticana, Città del Vaticano, 2003, ISBN 88-209-7422-3
- Булла Cum ad aeternam, AAS 98 (2006), стр. 305  (лат.)